# Siaka Tiéné
Siaka Tiéné (Abiyán, Costa de Marfil, 22 de febrero de 1982) es un exfutbolista marfileño. Jugaba de Lateral izquierdo o carrilero y su último equipo fue el Montpellier HSC de la Ligue 1 de Francia. Le apodan "El Elefante". Se retiró del fútbol en 2015.

## Trayectoria
Comenzó su carrera en su país de origen en el ASEC Mimosas, donde llegó a través de la famosa academia de la juventud que ha producido tantos jugadores actuales de la selección de Costa de Marfil, antes de que finalmente se trasladó al extranjero para jugar en Sudáfrica por el Mamelodi Sundowns . En el verano de 2005 se trasladara a Europa para jugar en la Ligue 1 francesa en el Association Sportive de Saint-Étienne, permaneciendo allí hasta octubre de 2006. Se unió a la Ligue 2, al Stade de Reims en préstamo después de haber sido incapaz de conseguir un lugar en el mediocampo del Association Sportive de Saint-Étienne. Volvió a este equipo en el verano de 2007.

## Selección nacional
Tiéné también ha desempeñado un papel en la escena internacional por Selección marfileña. Fue miembro del equipo de Selección marfileña para la Copa Africana de Naciones 2006 del torneo de las Naciones Unidas en Egipto, donde los elefantes llegó a la final. Tiéné estaba en la alineación titular para la final, pero el equipo fue finalmente vencido por los ejércitos de Egipto por 4-2 en una tanda de penales. Tiéné fue el único jugador de Selección marfileña en África de la Copa del equipo de las Naciones Unidas no para convertirlo en el equipo de la Copa Mundial 2006. Fue reemplazado por Abdul Kader Keita que juega en el club de la Ligue 1 Lille OSC. Su última llamada internacional en marcha fue para la Copa Africana de clasificación para 2008 las Naciones Unidas contra Madagascar, donde comenzó el partido en la banda izquierda. Los Elefantes ganó el juego 3-0, con goles de Steve Gohouri, Aruna Dindane y Amara Diané. Él fue convocado para la Selección marfileña para la Copa Africana de Naciones2010 de la campaña de las Naciones Unidas en Angola. Fue Halilhodzic en primera opción de lateral izquierdo en lugar de Arthur Boka en el primer partido en el Grupo B en Cabinda el 11 de enero en 0:0 empate ante Burkina Faso y más adelante en la competición.

### Participaciones en Copas del Mundo
| Mundial                        | Sede      | Resultado    |
| ------------------------------ | --------- | ------------ |
| Copa Mundial de Fútbol de 2010 | Sudáfrica | Primera fase |
| Copa Mundial de Fútbol de 2014 | Brasil    | Primera fase |

### Participaciones Internacionales
| Torneo                         | Sede   | Resultado    |
| ------------------------------ | ------ | ------------ |
| Copa Africana de Naciones 2002 | Mali   | Primera fase |
| Copa Africana de Naciones 2006 | Egipto | Subcampeón   |
| Copa Africana de Naciones 2008 | Ghana  | Semifinal    |
| Copa Africana de Naciones 2010 | Angola | 4° de final  |

## Clubes
| Club                | País            | Año       |
| ------------------- | --------------- | --------- |
| ASEC Mimosas        | Costa de Marfil | 1999-2003 |
| Mamelodi Sundowns   | Sudáfrica       | 2003-2005 |
| AS Saint-Étienne    | Francia         | 2005-2008 |
| Valenciennes FC     | Francia         | 2008-2009 |
| Paris Saint-Germain | Francia         | 2010-2013 |
| Montpellier HSC     | Francia         | 2013-2015 |

## Palmarés

### Campeonatos internacionales
| Título                    | Club                         | País              | Año  |
| ------------------------- | ---------------------------- | ----------------- | ---- |
| Copa Africana de Naciones | Selección de Costa de Marfil | Guinea Ecuatorial | 2015 |